# 천황산 (합천)
천황산(天皇山)은 대한민국 경상남도 합천군 대양면, 초계면, 적중면에 걸쳐 있는 높이 687.6m의 산이다. 

## 같이 보기
- 한국의 산